# Straßenbahn München Baureihe A
| Straßenbahn München Baureihe A (Triebwagen) | Straßenbahn München Baureihe A (Triebwagen) | Straßenbahn München Baureihe A (Triebwagen) | Straßenbahn München Baureihe A (Triebwagen) | Straßenbahn München Baureihe A (Triebwagen) | Straßenbahn München Baureihe A (Triebwagen) |
| ------------------------------------------- | ------------------------------------------- | ------------------------------------------- | ------------------------------------------- | ------------------------------------------- | ------------------------------------------- |
| Triebwagen 256 des Typs A im MVG Museum     |                                             |                                             |                                             |                                             |                                             |
|                                             | A 1.1                                       | A 2.2                                       | A 3.1 (Umbau aus A 1.1)                     | A 4.2 (Umbau aus A 2.2)                     | Z 4.2 (Umbau aus A 4.2)                     |
| Nummerierung:                               | 51–150                                      | 151–300                                     | ?                                           | ?                                           | 351, 352                                    |
| Anzahl:                                     | 100 Wagen                                   | 150 Wagen                                   | 17 Wagen                                    | 37 Wagen                                    | 2 Wagen                                     |
| Hersteller:                                 | Rathgeber                                   | Rathgeber                                   | Rathgeber                                   | Rathgeber                                   | Rathgeber                                   |
| Baujahr(e):                                 | 1898–1899                                   | 1899–1902                                   | 1920–1921                                   | 1920–1930                                   | 1936–1937                                   |
| Ausmusterung:                               | 1928–1954                                   | 1928–1960                                   | 1928–1960                                   | 1928–1958                                   | 1945, 1954                                  |
| Spurweite:                                  | 1435 mm (Normalspur)                        | 1435 mm (Normalspur)                        | 1435 mm (Normalspur)                        | 1435 mm (Normalspur)                        | 1435 mm (Normalspur)                        |
| Länge über Kupplung:                        | 9.000 mm                                    | 9.000 mm                                    | 9.000 mm                                    | 9.000 mm                                    | 17.410 mm                                   |
| Stundenleistung:                            | 36 kW (ab 1910–1912: 66 kW)                 | 36 kW (ab 1910–1912: 66 kW)                 | 66 kW                                       | 66 kW                                       | 66 kW                                       |
| Fahrmotoren:                                | 2                                           | 2                                           | 2                                           | 2                                           | 2                                           |
| Stromübertragung:                           | Oberleitung                                 | Oberleitung                                 | Oberleitung                                 | Oberleitung                                 | Oberleitung                                 |
| Sitzplätze:                                 | 22 (ab 1910–1912: 24; ab 1939: 22)          | 22 (ab 1910–1912: 24; ab 1939: 22)          | 24 (ab 1939: 22)                            | 24 (ab 1939: 22)                            | 44                                          |
| Stehplätze:                                 | 18 (ab 1910–1912: 24; ab 1939: 32)          | 18 (ab 1910–1912: 24; ab 1939: 32)          | 24 (ab 1939: 32)                            | 24 (ab 1939: 32)                            | 36                                          |

| Straßenbahn München Baureihe a (Beiwagen) (Umbau aus Pferdebahnwagen) | Straßenbahn München Baureihe a (Beiwagen) (Umbau aus Pferdebahnwagen) | Straßenbahn München Baureihe a (Beiwagen) (Umbau aus Pferdebahnwagen) | Straßenbahn München Baureihe a (Beiwagen) (Umbau aus Pferdebahnwagen) |
| --------------------------------------------------------------------- | --------------------------------------------------------------------- | --------------------------------------------------------------------- | --------------------------------------------------------------------- |
|                                                                       | a 1.41                                                                | a 1.42                                                                | a 1.43                                                                |
| Anzahl:                                                               | 193 Wagen                                                             | 53 Wagen                                                              | 23 Wagen                                                              |
| Hersteller:                                                           | verschiedene, v. a. Rathgeber                                         | verschiedene, v. a. Rathgeber                                         | verschiedene, v. a. Rathgeber                                         |
| Baujahr(e):                                                           | 1896                                                                  | um 1920                                                               | ?                                                                     |
| Ausmusterung:                                                         | 1910–1932                                                             | 1910–1932                                                             | 1910–1926                                                             |
| Spurweite:                                                            | 1435 mm                                                               | 1435 mm                                                               | 1435 mm                                                               |
| Länge über Kupplung:                                                  | 5.790 mm                                                              | 5.790 mm                                                              | 5.790 mm                                                              |
| Sitzplätze:                                                           | 12                                                                    | 12                                                                    | 12                                                                    |
| Stehplätze:                                                           | 26                                                                    | 26                                                                    | 26                                                                    |

Als Baureihe A wird die zweite Generation der Straßenbahn-Triebwagen der Straßenbahn München bezeichnet. Sie hatten im Gegensatz zu der ersten Münchner Straßenbahngeneration der Baureihe Z zwei Drehgestelle.
Die ersten 100 Fahrzeuge der Unterbaureihe A 1.1 wurden von 1898 bis 1899 an die Münchner Trambahn AG ausgeliefert. Von 1899 bis 1902 folgten 150 weitere Triebwagen der Unterbaureihe A 2.2. In den 1920er Jahren wurden 54 Triebwagen umgebaut, wobei die Anzahl der Seitenfenster von sechs auf drei verringert wurde. Die umgebauten Fahrzeuge wurden als Unterbaureihe A 3.1 und A 4.2 bezeichnet. Zwischen 1928 und 1960 wurden alle Fahrzeuge der Baureihe A ausgemustert. Ein Triebwagen blieb als Museumsfahrzeug erhalten und kann im MVG Museum besichtigt werden.
Die 193 Beiwagen der Unterbaureihe a 1.41 entstanden aus umgebauten Pferdebahnwagen. Diese wurden später teilweise in Beiwagen der Unterbaureihen a 1.42 und a 1.43 umgebaut. Zwischen 1910 und 1932 wurden die Beiwagen der Baureihe a durch neuere Fahrzeuge anderer Baureihen ersetzt.

## Geschichte
Da im Zuge der Elektrifizierung des Münchner Straßenbahnnetzes Ende des 19. Jahrhunderts neue Straßenbahnwagen benötigt wurden, überlegte die Münchner Trambahn AG, weitere zweiachsige Fahrzeuge der Serie Z zu kaufen. Wegen steigender Fahrgastzahlen entschied sie im Jahr 1898 größere, vierachsige Triebwagen zu beschaffen. Von 1898 bis 1899 lieferte die Waggonfabrik Josef Rathgeber 100 Fahrzeuge der Unterbaureihe A 1.1. Von 1899 bis 1902 wurden nochmals 150 Fahrzeuge der Unterbaureihe A 2.2 beschafft. Ursprünglich war es geplant, dazugehörige Beiwagen zu bauen, es wurde ein Prototyp gefertigt. Wegen zu hoher Kosten setzte die Münchner Trambahn AG stattdessen 193 Pferdebahnwagen ein, die als Unterbaureihe a 1.41 eingereiht wurden. Diese waren von 1876 bis 1895 durch Henry Plas aus Brüssel und Rathgeber sowie weitere Hersteller erbaut und 1896 zu Beiwagen für die Baureihe Z umgebaut worden, wobei sie Schraubkupplungen erhielten.
Am Anfang ihrer Einsatzgeschichte fuhren die A-Triebwagen aufgrund ihrer höheren Kapazität im Gegensatz zu den Z-Wagen auf den meisten Linien ohne Beiwagen. Von 1920 bis 1921 bauten die Münchner Straßenbahnbetriebe 17 Straßenbahnwagen der Unterbaureihe A 1.1 um. Sie erhielten drei statt sechs Fenster und wurden als Unterbaureihe A 3.1 bezeichnet. Die gleichen Umbaumaßnahmen traf man in den folgenden zehn Jahren bei 37 Fahrzeugen des Typs A 2.2, sie wurden als Unterbaureihe A 4.2 bezeichnet. Um 1920 bezeichnete man 53 Beiwagen der Unterbaureihe a 1.41 in Beiwagen des Typs a 1.42 um, nachdem ihre Fahrgestelle durch Umbauten ersetzt worden waren. Bei weiteren 23 Fahrzeugen der Unterbaureihe a 1.41 bauten die Münchner Straßenbahnbetriebe neue Fahrgestelle ein. Diese wurde als Unterbaureihe a 1.43 bezeichnet. Die ersten Beiwagen wurden von 1910 bis 1911 wegen Schäden an den Fahrgestellen und wegen des hohen Alters der Fahrzeuge ausgemustert und bei Bedarf durch die neu gebauten Beiwagen des Typs c 1.26 ersetzt. In den Jahren von 1926 bis 1928 wurden alle Beiwagen des Typs a 1.43 und mehrere Beiwagen der Unterbaureihen a 1.41 und a 1.42 ausgemustert. Die letzten Beiwagen wurden 1932 ausgemustert. Bei Bedarf verkehrten die A-Triebwagen mit einem c-, e- oder f-Beiwagen.
Von 1936 bis 1937 ließen die Städtischen Straßenbahnbetriebe die A 4.2-Triebwagen 216, 218, 238 und 243 zu zwei sogenannten Zwillingstriebwagen, die als Baureihe Z 4.2 bezeichnet wurden, umbauen. Durch die verkürzten und mit Faltenbalgen verbundenen Plattformen und auch durch den Einbau von drei statt vier Türen konnte die Kapazität der Fahrzeuge erweitert werden. Die Münchner Straßenbahnbetriebe überlegten, jährlich zehn weitere Zwillingstriebwagen zu erbauen. Dies geschah allerdings nicht, da die Stromabnehmer der Fahrzeuge oft entgleisten und der Fahrer nur schlecht an die Fangleine, mit der er den Stromabnehmer wieder einhängen konnte, kam. Die Fahrzeuge kamen meist auf Eil- und Einsatzlinien zum Einsatz. Der Zwillingstriebwagen 351 wurde im Zweiten Weltkrieg zerstört, der Triebwagen 352 wurde nach dem Krieg abgestellt und 1954 ausgemustert.
Im Zweiten Weltkrieg wurden insgesamt 73 Wagen zerstört, die meisten Verluste waren innerhalb der Unterbaureihe A 2.2 zu verzeichnen, von der 37 Fahrzeuge zerstört wurden. Teile von zerstörten Fahrzeugen wurden als Ersatzteile oder zum Bau von Arbeitsfahrzeugen verwendet. Nach dem Zweiten Weltkrieg waren die Triebwagen aufgrund des steigenden Verkehrsaufkommens zu klein und wiesen auch keinen zeitgemäßen Komfort mehr auf. Das Einsatzgebiet der Fahrzeuge waren im Jahr 1950 die Linien 5, 12, 20 und 30. Im Februar 1956 befand sich der letzte Triebwagen auf der Einsatzlinie 28 im Fahrgasteinsatz, ab 1956 wurden noch wenige Fahrzeuge als Arbeitswagen weiter benutzt. 1960 waren alle Fahrzeuge der Baureihe A ausgemustert. Der A 2.2-Wagen 256 ist als Museumstriebwagen erhalten geblieben und befindet sich heute im MVG Museum. 1976 konnte das Fahrzeug in den Zustand von 1925 zurückgebaut werden und ist außerdem wieder funktionsfähig. Die Höchstgeschwindigkeit des Triebwagens ist heute jedoch auf 30 km/h beschränkt, da keine Schienenbremse vorhanden ist.

## Technik

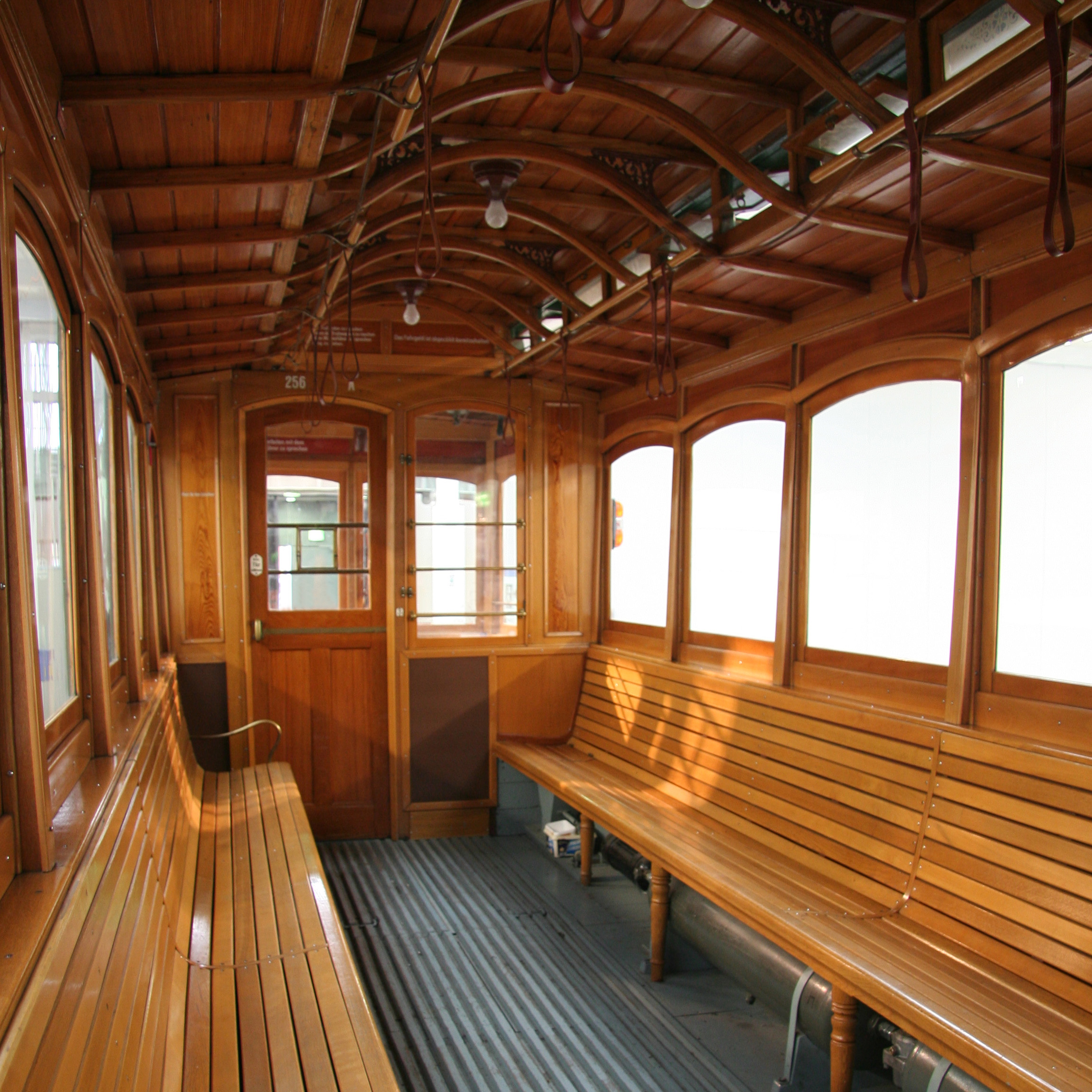
Innenraum des Wagens 256

Alle Triebwagen der Baureihe A wurden bei Rathgeber gebaut und sind 9.000 Millimeter lang. Alle Fahrzeuge verfügten über zwei bei der Bergischen Stahlindustrie hergestellte Maximum-Drehgestelle, dies bedeutete, dass jedes Drehgestell eine angetriebene sogenannte Maximum-Achse und eine nicht angetriebene sogenannte Minimum-Achse hatte. Die Fahrzeuge hatten zunächst je zwei Motoren mit jeweils 25 PS beziehungsweise 18 kW. Sie hatten außerdem geschlossene Plattformen und besaßen Druckluftbremsen. Die elektrische Ausstattung der Triebwagen stammte von den Siemens-Schuckertwerken (SSW), der Allgemeinen Elektricitäts-Gesellschaft (AEG) sowie den Bergmann Elektrizitäts-Werken (BEW). Die hölzernen Sitzbänke wurden quer zu Fahrtrichtung platziert und boten 22 Fahrgästen Platz. Zusätzlich waren in jedem Fahrzeug 18 Stehplätze vorhanden. Von 1910 bis 1912 wurden die Wagen mit stärkeren 45 PS-Motoren ausgerüstet. Durch den Umbau konnte auch die Sitzplatzanzahl und die Anzahl der Stehplätze jeweils auf 24 angehoben werden. Die in den 1920er Jahren umgebauten Fahrzeuge der Unterbaureihen A 3.1 und A 4.2 erhielten statt der ursprünglichen sechs Fenster drei größere Fenster, die sich in einem Stahlrahmen befanden. Im Jahr 1939 entfielen wieder zwei Sitzplätze, dadurch konnte die Anzahl der Stehplätze auf 32 erhöht werden. In den 1950er Jahren wurden teilweise die Stangenstromabnehmer noch durch Scherenstromabnehmer ersetzt. Außerdem erhielten einige Triebwagen verschiedener Unterbaureihen Austauschmotoren, wodurch die Leistung der Fahrzeuge nochmals erhöht werden konnte.
Die Zwillingstriebwagen der Unterbaureihe Z 4.2 waren 17.410 Millimeter lang und besaßen vier 45 PS starke Fahrmotoren. Über Faltbalge waren die beiden Fahrzeuge miteinander verbunden. Die ebenfalls quer zur Fahrtrichtung ausgerichteten Sitzbänke boten 44 Personen Platz. Zusätzlich waren 36 Stehplätze vorhanden. Das von Rathgeber in den 1930er Jahren gebaute Fahrzeug erhielt eine elektronische Ausstattung von den Siemens-Schuckertwerken (SSW). Der Triebwagen besaß ebenfalls einen Stangenstromabnehmer.
Die Beiwagen der Unterbaureihe a 1.41 entstanden ab 1896 aus von Henry Plas aus Brüssel und Rathgeber erbauten umgebauten Pferdebahnwagen. Der Umbau fand bei Rathgeber statt. Die umgebauten Wagen wurden geschlossen ausgeführt und erhielten eine Schraubkupplung, um sie an die Triebwagen anhängen zu können. Ein Fahrzeug war 5.790 Millimeter lang und bot auf quer zur Fahrtrichtung ausgerichteten hölzernen Sitzbänken zwölf Fahrgästen Platz. Zusätzlich waren Stehplätze für 24 Personen vorhanden. Nach 1900 bauten die Städtischen Straßenbahnbetriebe München bessere Fahrgestelle in 23 Beiwagen ein, nach dem Umbau bezeichnete man die Wagen als Unterbaureihe a 1.43. Um 1920 nahmen die Städtischen Straßenbahnbetriebe München an 53 Triebwagen nochmals Verbesserungen an den Fahrgestellen von den noch nicht umgebauten Fahrzeugen der Unterbaureihe a 1.41 vor, diese Triebwagen bezeichnete man als Unterbaureihe a 1.42.